# Atletica leggera ai Giochi della XXVIII Olimpiade - 800 metri piani femminili

Video della Finale (rumori dello stadio)

Video della Finale (telecronaca)

La competizione degli 800 metri femminili è stata una delle 23 gare previste nel programma di atletica leggera femminile ai Giochi della XXVIII Olimpiade svoltisi ad Atene nel 2004.

## Presenze ed assenze delle campionesse in carica
| Competizione         | Atleta         | Prestazione | Atene 2004   |
| -------------------- | -------------- | ----------- | ------------ |
| Olimpiadi 2000       | Maria Mutola   | 1'56”15     | Presente     |
| Commonwealth 2002    | Maria Mutola   | 1'57”35     | Presente     |
| Europei 2002         | Jolanda Čeplak | 1'57”65     | Presente     |
| Coppa del mondo 2002 | Maria Mutola   | 1'58”60     | Presente     |
| Asiatici 2002        | K. M. Beenamol | 2'04”17     | Solo 4x400 m |
| Panamericani 2003    | Adriana Muñoz  | 2'02”56     | Non qual.    |
| Africani 2003        | Grace Ebor     | 2'02”04     | Non qual.    |
| Mondiali 2003        | Maria Mutola   | 1'59”89     | Presente     |
|                      |                |             |              |
| Mondiali junior 2000 | Nancy Langat   | 2'01”51     | 1500 m       |

1. ↑  Sotto la bandiera del Mozambico.

## La gara
Maria Cioncan è l'unica a scendere sotto i due minuti già al primo turno (1'59"64). Nella terza semifinale se la deve vedere con la campionessa in carica, Maria Mutola, che la batte in volata (1'59"30 contro 1'59"44). La prima serie era stata vinta da Kelly Holmes con un eccellente 1'57"98, mentre nella seconda Hasna Benhassi (1'58"59) aveva regolato Jolanda Čeplak (1'58"80).
Finale: Jearl Miles-Clark è in testa ai 400 metri (56"37), dietro di lei la Holmes e la Mutola. Alla campanella la Miles-Clark continua a spingere e non vuole lasciare il comando, la Mutola e la Holmes la seguono. All'inizio del rettilineo finale la Mutola cambia passo, decisa a staccare le avversarie. La Miles-Clark cede, invece la Holmes le resiste, anzi: la affianca.
Le due corrono spalla a spalla; la Holmes resiste con tutte le sue forze alla Mutola ed alla fine prevale. Negli ultimi metri la mozambicana è raggiunta e superata anche da Hasna Benhassi e Jolanda Čeplak, scivolando fuori dal podio.
A 34 anni Kelly Holmes è (di gran lunga) la più matura vincitrice degli 800 metri alle Olimpiadi.

## Risultati

### Turni eliminatori
| 6 Batterie   | 20 agosto | 43 partenti   | Si qualificano le prime 3 + i 6 migliori tempi. |
| 3 Semifinali | 21 agosto | 8 + 8 +8      | Si qualificano le prime 2 + i 2 migliori tempi. |
| Finale       | 23 agosto | 8 concorrenti |                                                 |

### Finale
Stadio olimpico, lunedì 23 agosto, ore 20:55.
| Pos | Paese       | Atleta              | Tempo   |
| --- | ----------- | ------------------- | ------- |
|     | Regno Unito | Kelly Holmes        | 1'56"38 |
|     | Marocco     | Hasna Benhassi      | 1'56"43 |
|     | Slovenia    | Jolanda Čeplak      | 1'56"43 |
| 4   | Mozambico   | Maria Mutola        | 1'56"51 |
| 5   | Russia      | Tat'jana Andrianova | 1'56"88 |
| 6   | Stati Uniti | Jearl Miles-Clark   | 1'57"27 |
| 7   | Romania     | Maria Cioncan       | 1'59"62 |
| 8   | Cuba        | Zulia Calatyud      | 2'00"95 |